# Mauresque (Guillemin)
Mauresque   es una obra de bronce con pátina café del artista español Émile Guillemin creada en 1884, guardado en el Museo del Louvre en París.

## Conexiones
- Museo del Louvre
- Émile-Coriolan Guillemin
- Mujer Kabyle de Argelia y jenízaro del Sultán Mahmud II (Guillemin)